# Verbandklammer

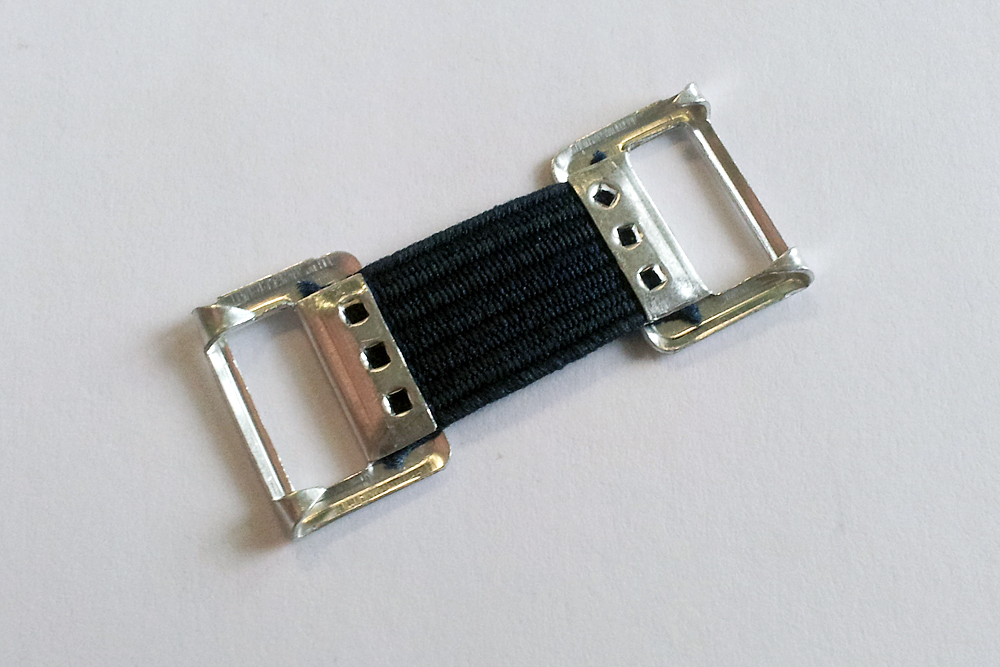
Verbandklammer (Unterseite mit Zacken)

Eine Verbandklammer (auch Verbandsklammer) ist eine kleine, elastische und vierzackige Klammer mit einem kurzen Gummizug. Mit ihr lassen sich bei der Versorgung von Wunden Verbände schließen.
Verband(s)klammern sind als medizinisch-technische Hilfsmittel im Handel und gewährleisten eher als Pflaster eine schnelle, sichere und wiederholbare Fixierung elastischer Verbände. Der Vorteil der Verbandklammern gegenüber dem Verschluss des Verbands mit Pflasterstreifen wird neben der Wiederverwendbarkeit mit der leichteren Ablösbarkeit der Klammer begründet.
Historisch belegt ist der Einsatz von Verbandklammern mindestens seit der Mitte des 19. Jahrhunderts durch den deutschen Chirurgen Victor von Bruns, der die Klammern in seinem 1853 erschienenen Handbuch der praktischen Chirurgie beschrieb.
Verbandklammern werden in Krankenhäusern ebenso wie im Volksmund auch „Schwiegermutter“ genannt. Die Herkunft dieses Sprachgebrauchs ist nicht geklärt. In der Chirurgie wird die Verbandklammer auch als „Wanze“ bezeichnet.